# انجمن خانواده‌های دادخواه آبان
انجمن خانواده‌های دادخواه آبان (Aban Families for Justice)، یک نهاد مدنی مستقل جهت دادخواهی کشته‌شدگان اعتراضات آبان ۱۳۹۸ ایران است که ۲۳ خرداد ۱۴۰۲ اعلام موجودیت کرد. این انجمن متشکل از جمعی از خانواده‌هایی است که فرزندان آنها در اعتراضات آبان ۱۳۹۸ ایران کشته شدند و به هیچ جریان و حزب سیاسی وابستگی ندارد. هدف از تشکیل این انجمن «یادآوری جنایات رخ داده در آبان ۹۸، مستندسازی و تشکیل پرونده برای دادخواهی آن قتل‌عام» عنوان شده است. برخی از اعضای این انجمن همانند سوران منصورنیا (برادر دکتر بُرهان منصورنیا) معتقد هستند که جنایات آبان بسیار بزرگتر از مقیاسی هست که تاکنون در مورد آن صحبت شده است.

## فعالیت‌ها
- در زمانی که دادگاه مهاجرت کانادا حکم اخراج سلمان سامانی را صادر کرد انجمن خانواده‌های دادخواه آبان در فوریه ۲۰۲۴ طی دادخواستی محرمانه از وزارت دادگستری فدرال کانادا درخواست کرد سلمان سامانی، قائم مقام سابق وزیر کشور در دولت حسن روحانی، به دلیل «جنایت علیه بشریت در کانادا بازداشت شود» و «اخراج» نشود؛ خانواده‌های دادخواه آبان در این نامه از دولت وقت کانادا خواسته بودند که به آن‌ها فرصتی داده شود تا با یاری وکلای حقوق بشری شکایتی علیه سلمان سامانی تنظیم کنند.  سوران منصورنیا برادر دکتر برهان منصورنیا در مصاحبه با رادیو سی‌بی‌سی کانادا در این مورد اشاره کرد که سلمان سامانی را به عنوانی یکی از قاتلان برادرش می‌شناسد و از دولت جاستین ترودو انتظار دارد که فرصت عدالت‌خواهی را به خانواده‌های آبان بدهد.
- انجمن خانواده‌های دادخواه آبان در بیانیه‌ای چهاردهمین انتخابات ریاست جمهوری در ایران را «دموکراسی فرمایشی» نامید و از مردم خواست که در این انتخابات شرکت نکنند.
- در پنجمین سالگرد آبان خونین، انجمن آبان از همهٔ فعالین سیاسی و حقوق بشری درخواست کرد که دادخواهان آبان را در پیشبرد پرونده آبان در یک دادگاه بین‌المللی یاری دهند.[۴][۵]
- انجمن آبان به همراه انجمن دادخواهان ایران در سالگردهای جنایات مختلف نمایشگاه "آن‌چه باقی ماند" را در شهرهای مختلف جهان برگزار می‌کنند.[۶][۷] در سومین دوره این نمایشگاه در کلن آلمان، روزنامه پرمخاطب بیلد آن را پوشش داد.[۸]
- انتشارات انجمن آبان در پنجمین سالگرد آبان خونین از مجموعهٔ داستان‌های کوتاهی با عنوان «آبان شد …» رونمایی کرد؛ این کتاب که با همکاری نشر روناک در لندن چاپ شده است شامل یازده داستان کوتاه در مورد وقایع آبان خونین و مقدمه‌ای از سپیده رشنو است.  برخی از نویسندگان این مجموعه با نام مستعار داستان خود را منتشر کرده‌اند اما نویسندگانی همچون مؤدب میرعلایی، مهتاب قربانی، پیمان یاریان و سوران منصورنیا نیز داستان‌های خود را با نام واقعی خود نوشته‌اند. عناوین داستان‌های این مجموعه شامل «لنز دوربین»، «بُرهان آبان»، «یک دنیا آرزو»، «تهی گور»، «سجده بر نیل»، «سرباز»، «لالایی»، «مرد جوان، گل رز»، «هشتمین نفر»، «ریکوییم میلاد»، و «دربی» است.

## پیشینه
اعتراضات ضد حکومتی آبان ۹۸ که در ابتدا در واکنش به خبر افزایش ناگهانی قیمت بنزین شعله‌ور شد، به‌شدت سرکوب شد و صدها کشته و زخمی برجای گذاشت. خبرگزاری رویترز آمار جان‌باختگان این اعتراضات را که گفته شد در بین آنها تعدادی کودک نیز بوده‌اند، حدود ۱۵۰۰ نفر اعلام کرد. حکومت جمهوری اسلامی برای خاموش کردن صدای دادخواهی، مادران، پدران و بستگان جان‌باختگان را به زندان انداخت. برخی مانند منوچهر بختیاری و ناهید شیرپیشه، والدین پویا بختیاری در زندان به سر می‌برند.
بر اساس سازمان عفو بین‌الملل دست‌کم ۳۰۴ نفر در اعتراضات سراسری آبان ۹۸ کشته شدند. سازمان حقوق بشر ایران، مستقر در نروژ نیز شمار جان باختگان را دست‌کم ۳۲۴ نفر اعلام کرد. عبدالرضا رحمانی فضلی، وزیر کشور سابق ایران در دولت حسن روحانی، سال ۱۳۹۹ آمار کشته‌شدگان این اعتراضات را بین ۲۰۰ تا ۲۲۵ نفر اعلام کرد.
دادگاه بین‌المللی مردمی آبان یک دیوان مردم‌نهاد در لندن بود که با ابتکار سه سازمان حقوق بشر ایران، عدالت برای ایران و با هم علیه اعدام برپا شد و ۲۵۰ نفر در این دادگاه دربارهٔ جنایات جمهوری اسلامی شهادت دادند. این دادگاه در تیرماه ۱۴۰۱ نتیجه بررسی‌های خود را اعلام کرد و براساس رای این دادگاه ۱۶۰ نفر از مقامات جمهوری اسلامی به جنایت علیه بشریت متهم شدند.
این دادگاه محاکمه ۱۳ نفر از مقامات جمهوری اسلامی را ضروری دانست که عبارتند از سید علی خامنه‌ای، رهبر جمهوری اسلامی، حسن روحانی، رئیس‌جمهور وقت ایران، علی شمخانی، دبیر وقت شورای امنیت ملی، سید ابراهیم رئیسی، رئیس وقت قوه قضائیه ایران، عبدالرضا رحمانی فضلی، وزیر کشور وقت، حسین اشتری، فرمانده کل نیروی انتظامی، حسین سلامی، فرمانده کل سپاه پاسداران، غلامحسین سلیمانی، رئیس سازمان بسیج، حسن کرمی، فرمانده یگان‌های ویژه ناجا، حبیب‌الله جان‌نثاری، جانشین فرمانده یگان‌های ویژه ناجا، لیلا واثقی، فرماندار وقت شهر قدس، عبدالکریم گراوند، فرماندار بوشهر، و محمد محمودآبادی، فرماندار سیرجان.